# Heteropeza
Heteropeza is een muggengeslacht uit de familie van de galmuggen (Cecidomyiidae).

## Soorten
- H. pygmaea Winnertz, 1846
- H. ulmi (Felt, 1911)